# جمعة جعفر المنديل
جمعة جعفر المنديل (1933 في المنامة - 9 مارس 2016) تربوي بحريني.

## النشأة والتعليم
ولد في المنامة عاصمة البحرين في عام 1933.
حصل على الشهادة الثانوية العامة وليسانس معلمين العام 1951. حصل على درجة البكالوريوس في الآداب (التاريخ) من جامعة لندن البريطانية. حصل على ماجستير في التخطيط التربوي من جامعة مانشستر إضافة إلى الماجستير في التدريب المصرفي في لوس أنجليس (الولايات المتحدة) العام 1986.

## السيرة المهنية
عمل مدرِّسا ومديرا لمختلف المدارس الحكومية من العام 1951 ولغاية 1971. انضم إلى المعهد العالي للمعلمين محاضرا ونظيرا لخبير اليونسكو في الدراسات الاجتماعية من 1972 حتى 1976. شارك في وضع وتأليف العديد من الكتب المدرسية في مجال الدراسات الاجتماعية. عمل في شركة البرق واللاسلكي (بتلكو حاليا) كمترجم في العام 1976. عين مدير للقبول والتسجيل لكلية الخليج للتكنولوجيا (جامعة البحرين حاليا) من العام 1977 ولغاية 1983. ثم عين مدير التدريب والتطوير ثم مدير للعلاقات العامة وتطوير الموارد البشرية بالمؤسسة العربية المصرفية بين العامين 1983 و1991. انخرط في الأعمال الخاصة وأسس شركة الشراع للحاسب الآلي في العام 1992. أسس معهد البحرين لتكنولوجيا المعلومات (إنفورماتكس) التابع لمجموعة (إنفورماتكس) ومقرها سنغافورة العام 1992. منح عضوية مشاركة في رابطة الإداريين في بريطانيا. عين عضو في لجنة الدراسات الاجتماعية التابعة لوزارة التربية والتعليم لوضع المناهج في المواد الاجتماعية للمرحلة الإعدادية في البحرين بالتنسيق مع اليونسكو العام 1977. عضو مؤسس لجمعية البحرين للتنمية والتطوير وانتخب أمين عام لها من 1994 إلى 1996. انتخب رئيس لمجلس إدارة جمعية مدينة عيسى التعاونية من 1977 إلى 1987.

## التكريم
في مايو العام 1997 تم تكريمه في وزارة العمل والشئون الاجتماعية كمؤسس لجمعية البحرين للتدريب والتطوير. كرمته الدولة ممثلة في وزارة شئون مجلس الوزراء والإعلام لمساهمته البناءة بمناسبة مرور أربعين عام في 30 ديسمبر 1995. مُنح شهادة التقدير من المجلة الجغرافية لمشاركته الفعالة وتقديم آرائه جغرافيّا لهذه المجلة العالمية.

## الحياة الشخصية
متزوج وله سبعة أبناء (فائق، زهير، سامي، شوقي، فوزية، نوال، وبشرى).

## الوفاة
توفي في 9 مارس 2016.